# 波茲南國家博物館

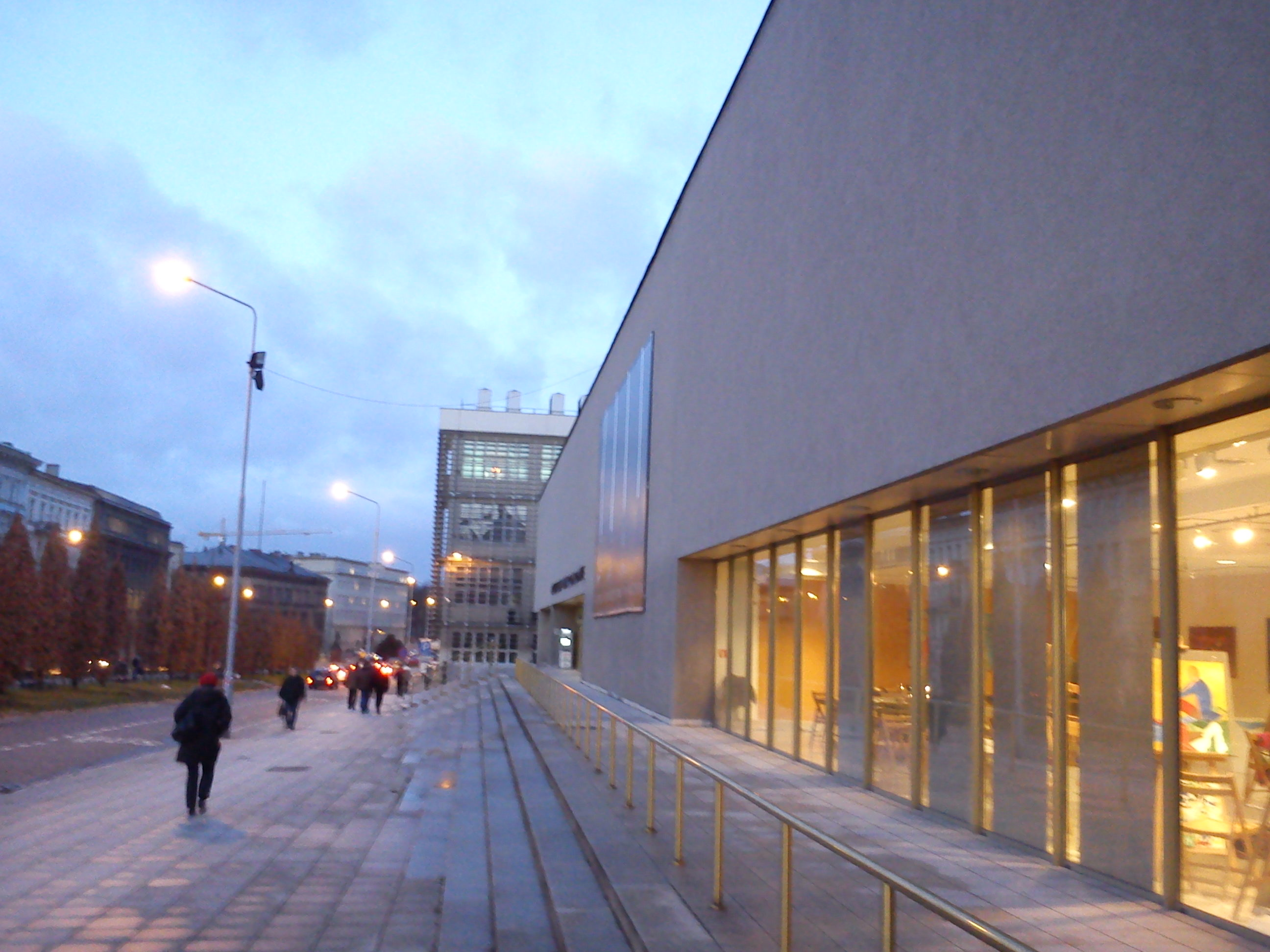
2001年新建的博物馆北楼当代艺术馆

波茲南國家博物館（波蘭語：Muzeum Narodowe w Poznaniu）是波蘭波茲南的一座博物館，是波蘭國家博物館的成員之一，擁有豐富的16世紀以來的波蘭繪畫收藏品。博物馆于1857年建立，1950年起更名为波兹南國家博物馆。此外波茲南國家博物館還收藏有眾多歐洲畫家的作品。